# 2760 Kacha
2760 Kacha eller 1980 TU6 är en asteroid i huvudbältet som upptäcktes den 8 oktober 1980 av den sovjetisk-ryska astronomen Ljudmila Zjuravljova vid Krims astrofysiska observatorium på Krim. Den har fått sitt namn efter staden Katja på Krim.
Asteroiden har en diameter på ungefär 57 kilometer och den tillhör asteroidgruppen Hilda.